# Андоррский конституционный референдум (1993)
Конституциоонный референдум в Андорре проходил 14 марта 1993 года. Проект новой Конституции Андорры был совместно предложен ко-принцами Андорры и Генеральным советом Андорры. Конституция была одобрена 74,2% голосов избирателей. Явка составила 76%. 
В том же году были проведены парламентские выборы в соответствие с новой Конституцией.

## Результаты
| Выбор                               | Голоса | %     |
| ----------------------------------- | ------ | ----- |
| За                                  | 4 903  | 74,19 |
| Против                              | 1 706  | 25,81 |
| Недействительных/пустых бюллетеней  | 301    | –     |
| Всего                               | 6 910  | 100   |
| Зарегистрированных избирателей/Явка | 9 123  | 75,74 |
| Источник: Direct Democracy          |        |       |